# Alphonse Schepers
Aphonse Schepers (* Neerlinter, 27 de agosto de 1907 - † Tienen, 1 de diciembre de 1984). Fue un ciclista belga, profesional entre 1931 y 1938 cuyos mayores éxitos deportivos los obtuvo en el Tour de Francia, donde obtuvo 1 victoria de etapa, y en la Vuelta a España donde logró 3 victorias de etapa. Asimismo obtuvo 3 victorias en la Lieja-Bastogne-Lieja, un Tour de Flandes y una París-Niza.

## Palmarés
| 1929 - Lieja-Bastogne-Lieja 1931 - Campeonato de Bélgica de ciclismo en ruta - Lieja-Bastogne-Lieja 1933 - 1 etapa en el Tour de Francia - Tour de Flandes - París-Niza, más 1 etapa - 1 etapa de la París-Saint-Étienne | 1934 - París-Rennes - 1 etapa en la París-Niza 1935 - Lieja-Bastogne-Lieja 1936 - 3 etapas en la Vuelta a España 1937 - Tour de Limburgo |

## Resultados en las Grandes Vueltas y Campeonatos del Mundo
| Carrera         | 1930 | 1931 | 1932 | 1933 | 1934 | 1935 | 1936 | 1937 | 1938 |
| --------------- | ---- | ---- | ---- | ---- | ---- | ---- | ---- | ---- | ---- |
| Giro de Italia  | -    | -    | -    | -    | -    | -    | -    | Ab.  | -    |
| Tour de Francia | -    | 18º  | Ab.  | 18º  | Ab.  | -    | -    | -    | -    |
| Vuelta a España | -    | -    | -    | -    | -    | -    | 7º   | -    | -    |
| Mundial en Ruta | -    | -    | -    | 5º   | -    | -    | -    | -    | -    |

-: no participa 

Ab.: abandono 